# Leptocera caenosa
Leptocera caenosa är en tvåvingeart som först beskrevs av Camillo Rondani 1880.  Leptocera caenosa ingår i släktet Leptocera och familjen hoppflugor. Arten är reproducerande i Sverige. Inga underarter finns listade i Catalogue of Life.